# 311 (عدد)
311 هو عدد صحيح، يلي العدد 310 وويسبق العدد 312.

## في الرياضيات

### خصائص
- عدد طبيعي.[3]
- عدد فردي.[4][5]
- عدد موجب،[6] السالب منه هو -311.[7]

## في التاريخ
- 311 هـ هي سنة في التقويم الهجري.
- هي سنة 311 م في التقويم الميلادي.

## وصلات خارجية
الأعداد الصاتمة، ديوان اللغة العربية.